# Zdeněk Mička
Zdeněk Angelik Mička, OP, občanským jménem Zdeněk Mička (* 12. května 1945 Mořkov), je český římskokatolický kněz, člen Řádu bratří kazatelů a hudební skladatel.

## Život
Otec skladatele byl vesnickým muzikantem a varhaníkem v mořkovském kostele. Dal svému synovi základní hudební vzdělání. V devíti letech začal Zdeněk navštěvovat hudební školu a pokračoval na Vyšší hudební škole v Kroměříži, kterou absolvoval v roce 1964. Již na škole byl známý jako výborný korepetitor. Dále studoval na Janáčkově akademii múzických umění v Brně. Přes velmi nadějnou kariéru houslisty se po roce rozhodl studia hudby přerušit a vstoupil na Cyrilometodějskou bohosloveckou fakultu v Litoměřicích. V roce 1968 se stal členem dominikánského řádu a přijal řádové jméno Angelik. Na kněze byl vysvěcen v roce 1970. Po absolvování teologické fakulty vykonal vojenskou službu v Armádním uměleckém souboru Víta Nejedlého, kde byl koncertním mistrem prvních houslí.
Jako kněz působil na farnostech v Malenovicích, ve Zlíně, Mysločovicích a Uherském Brodě a v dominikánských klášterech v Olomouci a v Jablonném v Podještědí. Od roku 2001 byl převorem dominikánského kláštera ve Znojmě a v chrámu sv. Kříže řídil chrámový sbor. Od 1. 10. 2012 působí jako farní vikář a člen dominikánského konventu v Jablonném v Podještědí.
V 70. letech byl členem Hudební sekce při liturgické komisi a v rámci liturgické reformy konal v olomoucké arcidiecézi liturgicko-hudební školení pro kněze, varhaníky a chrámové zpěváky. Působil jako kolaudátor varhan a v roce 1996 byl jmenován ředitelem Katedrálního vzdělávacího střediska liturgické hudby a zpěvu při Metropolitní kapitule sv. Václava v Olomouci.

## Dílo
- Písně ve Společném kancionálu českých a moravských diecézí (1973)
- Varhanní preludia I. – Postludia na vybrané písně z Kancionálu
- Varhanní preludia II. – Invence pro varhany staršího i novějšího stylu
- Vánoční Proprium (Proprium in Nativitate Domini)
- Ofertorium
- Česká mše figurální pro smíšený sbor a varhany (1970)
- Velikonoční motetula
- Zdravice k Panně Marii Růžencové
- Variace na lidovou píseň pro violu a klavír (jediná neliturgická skladba)